# Valpelline
 Valpelline  (trong tiếng Patois Valpeuleunna) là một đô thị ở thung lũng Aosta, Ý. Đô thị này có diện tích 31 km², dân số năm 2001 là 600 người.
Đô thị này có làng trực thuộc: La fabrique, Chez-les-Chuc, Bovet, Les Moulins, Arliod, Cumet, La Moula, La Forge, Thủ phủ, Prailles, Vignettes, Cheillon, Frissonia dessous, Frissonia dessus, Chez Cailleur, Chozod, Semon, Lavod, Thoules dessous, Thoules dessus, Lo Berrio, La Clayva, Les Ansermin, Gonté, La Veulla.
Đô thị này giáp các đô thị sau: Doues, Ollomont, Oyace, Quart, Roisan, Saint-Christophe.

## Biến động dân số
| Allein • Antey-Saint-André • Aoste • Arnad • Arvier • Avise • Ayas • Aymavilles • Bard • Bionaz • Brissogne • Brusson • Challand-Saint-Anselme • Challand-Saint-Victor • Chambave • Chamois • Champdepraz • Champorcher • Charvensod • Châtilon • Cogne • Courmayeur • Donnas • Doues • Emarèse • Etroubles • Fontainemore • Fénis • Gaby • Gignod • Gressan • Gressoney-La-Trinité • Gressoney-Saint-Jean • Hône • Introd • Issime • Issogne • Jovençan • La Magdeleine • La Salle • La Thuile • Lillianes • Montjovet • Morgex • Nus • Ollomont • Oyace • Perloz • Pollein • Pont-Saint-Martin • Pontboset • Pontey • Pré-Saint-Didier • Quart • Rhêmes-Notre-Dame • Rhêmes-Saint-Georges • Roisan • Saint-Christophe • Saint-Denis • Saint-Marcel • Saint-Nicolas • Saint-Oyen • Saint-Pierre • Saint-Rhémy-en-Bosses • Saint-Vincent • Sarre • Torgnon • Valgrisenche • Valpelline • Valsavarenche • Valtournenche • Verrayes • Verres • Villeneuve |